# مورافنو، آریوونیمامو
مورافنو (به لاتین: Morafeno) یک منطقهٔ مسکونی در ماداگاسکار است که در Arivonimamo واقع شده‌است.
 مورافنو  ۱۱٬۰۰۰ نفر جمعیت دارد و ۱٬۵۳۶ متر بالاتر از سطح دریا واقع شده‌است.